# Alexander Schleicher AS 33
Dimensions
Le AS 33 est un planeur monoplace de classe FAI 15/18 mètres; il est fabriqué par Alexander Schleicher, dans la gamme duquel il remplace l'ASG 29.
Il existe 3 versions:
- Planeur pur AS 33
- Planeur avec un turbo thermique AS 33 Es
- Planeur avec un dispositif de décollage autonome électrique AS 33 Me

Cette machine a comme différences avec 'ASG 29:
- Roue de queue rétractable
- Nouveau système de mélange de commande vol